# Lampeter

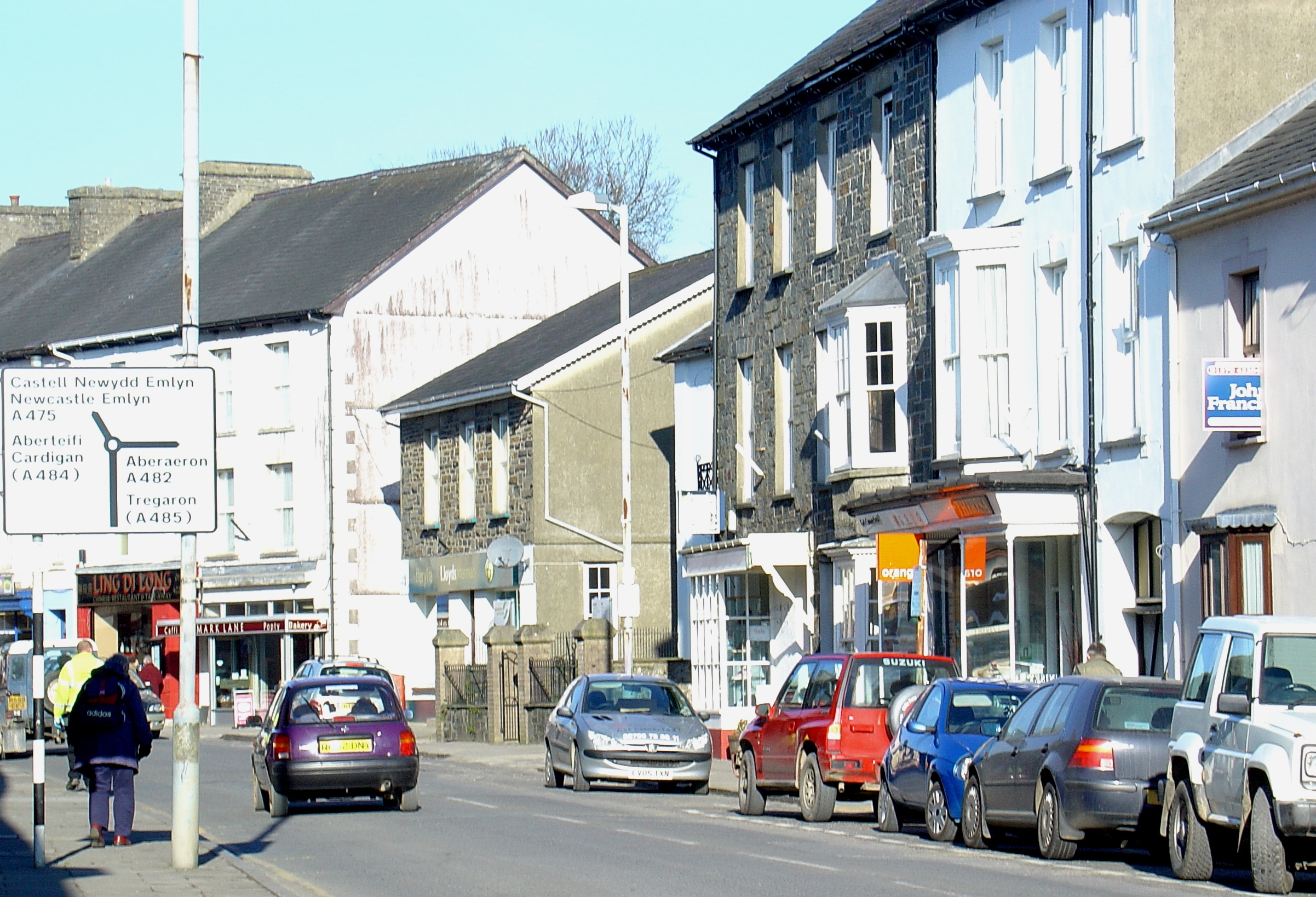
Calle principal de Lampeter.

Lampeter (en galés: Llanbedr Pont Steffan) es una villa en el sur del condado galés de Ceredigion, cerca de la frontera con Carmarthenshire. Según el censo de 2001, la población de su parroquia era de 2894 habitantes. Lampeter está a orillas del río Teifi.
Su nombre es una versión amglificada de su nombre galés Llanbedr Pont Steffan, que significa «Iglesia de Pedro, Puente de Stefano». Pedro es San Pedro, uno de los apóstoles de Jesús, y Stefano era probablemente un normando que construyó el puente.
Lampeter es la localidad más pequeña del Reino Unido que tiene una universidad. Un campus de la Universidad de Gales está en la villa. Fue fundado como el Colegio de San David en 1822 , para enseñar teología.
Desde el 15 de febrero de 2001 Lampeter está hermanada con Saint-Germain-sur-Moine, una localidad en el departamento de Maine y Loira en los Países del Loira, una región en el oeste de Francia.